# Ultra Jump
Ultra Jump (ウルトラジャンプ, Urutora Janpu) é uma revista mensal japonesa publicada pela Shueisha contendo séries de mangá de demografia seinen. Originalmente a revista era uma edição especial da Young Jump, com a primeira edição publicada em 1995. Em 19 de outubro de 1999 a edição especial se tornou uma publicação mensal. As séries da Ultra Jump são publicadas também em volumes tankōbon com a etiqueta Young Jump Comics Ultra. Em 19 de março de 2008 a revista ganhou uma versão online com o nome de Ultra Jump Egg.
Os mangás publicados na Ultra Jump são geralmente histórias de fantasia e ficção científica , frequentemente com conotações eróticas, que possuem como público alvo jovens adultos do sexo masculino. Possui uma ligação forte com a linha de light novels da Shueisha, Super Dash Library, publicando diversas adaptações em mangá de suas séries. A publicação de one-shots também é frequente, chamados de One shot especial (特別読切, Tokubetsu yomikiri). Cada edição da Ultra Jump vem com brindes relacionados às séries publicadas na revista.

## Séries atuais
| Título da série                                                     | Autor             | Início            |
| ------------------------------------------------------------------- | ----------------- | ----------------- |
| Ad Astra: Scipio to Hannibal (アド・アストラ -スキピオとハンニバル) | Kagano Mihachi    | Abril de 2011     |
| Bastard!!: Ankoku Hakaishin (BASTARD!! －暗黒の破壊神－)            | Hagiwara Kazushi  | Outubro de 1987   |
| Biorg Trinity (バイオーグ・トリニティ)                              | Maijou Outaru     | Dezembro de 2012  |
| Dasei 67 Percent (惰性67パーセン)                                   | Shimimaru         | Julho de 2014     |
| Dogs: Bullets & Carnage (DOGS / BULLETS & CARNAGE)                  | Miwa Shirow       | Junho de 2005     |
| Gingitsune (ぎんぎつね)                                             | Ochiai Sayori     | Fevereiro de 2008 |
| GRANDEEK ReeL (グランディーク・リール)                              | Ohse Kohime       | Outubro de 2005   |
| Hayate x Blade 2 (はやて×ブレード2（ニャーン）)                     | Hayashiya Shizuru | Agosto de 2013    |
| Jumbor (ユンボル -ＪＵＭＢＯＲ-)                                    | Takei Hiroyuki    | Julho de 2010     |
| Koi wa Hikari (恋は光)                                              | Aki Eda           | Outubro de 2013   |
| Lady & Oldman (レディ＆オールドマン)                                | Ono Natsume       | Outubro de 2015   |
| Levius/est (Levius/est)                                             | Nakata Haruhisa   | Abril de 2015     |
| Maou-sama Chotto Sore Totte!! (魔王様ちょっとそれとって!!)          | Haruno Tomoya     | Agosto de 2011    |
| Moira (Moira)                                                       | Katsura Yukimaru  | Dezembro de 2015  |
| Mononogatari (もののがたり)                                         | Onigunsou         | Abril de 2014     |
| No Guns Life (ノー・ガンズ・ライフ)                                 | Karasuma Tasuku   | Setembro de 2014  |
| Rozen Maiden Zero (ローゼンメイデン0-ゼロ-)                         | PEACH-PIT         | Fevereiro de 2016 |
| RWBY (RWBY)                                                         |                   | Novembro de 2015  |
| erro em {{japonês}}: Texto em japonês ou romaji necessário (ajuda)  | Hirohiko Araki    | Janeiro de 2023   |

## Séries finalizadas
- 13 Club
- Abara
- Akikan!
- Anima Cal Livs
- Aqua Knight
- Arahabaki
- Ark
- °C Rikei.
- B Reaction
- Biomega
- Black Mind
- Boku no Futatsu no Tsubasa
- BWH
- Cloth Road
- Dogs: Stray Dogs Howling in the Dark
- Eiyuu Kyoushitsu: Honoo no Empress
- GoGo★Heaven
- Gunmania
- Gunnm Gaiden
- Gunnm: Last Order
- Haisha
- Hakaima Sadamitsu
- Happy World!
- Hayate x Blade
- Hells Angels
- Henjin Henkutsu Retsuden
- JoJo no Kimyou na Bouken Part 7: Steel Ball Run
- JoJo no Kimyou na Bouken Part 8: JoJolion
- Kagome Kagome
- Koukoku no Shugosha
- Kuroda-san to Katagiri-san
- Little Witch Academia
- Magical Nyan Nyan Taruto
- Mebius Gear
- Migawari Accidents
- Minikui Kaeru no Musume
- Mirai Saijiki: Bio no Mokushiroku
- Momoiro Armet
- Moon Edge
- Needless
- Needless Zero
- Ninku: Second Stage - Etonin-hen
- Onikujo
- Papa no Iukoto wo Kikinasai!: Takanashi no Hidamari
- Peace Maker
- Pro Wrestling Kyousoukyoku
- Propeller Heaven
- Puchimon
- Q
- R.O.D: Read or Die
- R.O.D: Read or Dream
- Robotics;Notes: Revival Legacy
- Roman
- Ruka to Ita Natsu
- Selector Infected WIXOSS: Mayu no Oheya
- Selector Infected WIXOSS: Peeping Analyze
- Steins;Gate: Aishin Meizu no Babel
- Steins;Gate: Mugen Enten no Arc Light
- Strega!
- Tail Star
- Tattoon Master
- Tengoku
- Tenjou Tenge
- Terra Formars Gaiden: Rain Hard
- Tsuki Robot
- Uchuu Patrol Luluco
- Wild☆Pitch